# ۱۲ ۱۲ ۱۲
۱۲ ۱۲ ۱۲ (انگلیسی: 12 12 12) یک مجموعه تلویزیونی آمریکایی در ژانر سرقت است که توسط دودی اپلتون و جیم کیبل ساخته شده است. در این مجموعه، آنتونی مکی و جیمی درنان ایفای نقش می‌کنند.

## بازیگران
- آنتونی مکی
- جیمی درنان
- جک کسی
- کالی ریس
- اولاویر داری اولافسون
- آگاته روسل
- سالی هارمسن

## داستان
این مجموعه سه مرحلهٔ مختلف پیرامون یک سرقت در زوریخ را پوشش می‌دهد: ۱۲ ماه برنامه‌ریزی پیش از سرقت، ۱۲ ساعت زمان وقوع سرقت و ۱۲ روز پس از آن. در تمام این مدت، اف‌بی‌آی در تعقیب مغز متفکر این عملیات در سراسر اروپا است.

## تولید
نویسندگی و تهیه‌کنندگی اجرایی مجموعهٔ ۱۲ ۱۲ ۱۲ بر عهدهٔ دودی اپلتون و جیم کیبل بوده است. کارگردانی قسمت نخست و تهیه‌کنندگی اجرایی آن را نیز کاری اسکاگلند انجام داده است. این مجموعه توسط انانیمس کانتنت و اسکای‌دنس تلویژن تولید می‌شود. همچنین، آنتونی مکی و جیمی درنان علاوه بر بازی در نقش‌های اصلی، تهیه‌کنندگی اجرایی مجموعه را نیز بر عهده دارند. در مه ۲۰۲۴، اپل حق پخش این مجموعه را برای انتشار در سرویس استریم اپل تی‌وی پلاس به دست آورد.
در اوایل سال ۲۰۲۵، حضور بازیگران دیگری از جمله جک کسی، کالی ریس، اولاویر داری اولافسون، آگاته روسل و سالی هارمسن در پروژه اعلام شد.

## فیلم‌برداری
تصویربرداری اصلی در مه ۲۰۲۵ آغاز شده و در مناطقی میان بوداپست، مجارستان و تگزاس، ایالات متحده انجام می‌شود.